# Craugastor
Craugastor is een geslacht van kikkers uit de familie Craugastoridae. De groep werd voor het eerst wetenschappelijk beschreven door Edward Drinker Cope in 1862.
Er zijn 120 soorten, inclusief enkele soorten die in de eenentwintigste eeuw werden beschreven zoals Craugastor metriosistus (2015), Craugastor gabbi (2016), Craugastor aenigmaticus (2018) en Craugastor castanedai (2018). Alle soorten leven van noordelijk Zuid-Amerika tot het zuiden van Noord-Amerika.

## Soorten
| - Craugastor adamastus - Craugastor aenigmaticus - Craugastor alfredi - Craugastor amniscola - Craugastor anciano - Craugastor andi - Craugastor angelicus - Craugastor aphanus - Craugastor augusti - Craugastor aurilegulus - Craugastor azueroensis - Craugastor batrachylus - Craugastor berkenbuschii - Craugastor blairi - Craugastor bocourti - Craugastor bransfordii - Craugastor brocchi - Craugastor campbelli - Craugastor castanedai - Craugastor catalinae - Craugastor chac - Craugastor charadra - Craugastor chingopetaca - Craugastor chrysozetetes - Craugastor coffeus - Craugastor crassidigitus - Craugastor cruzi - Craugastor cuaquero - Craugastor cyanochthebius - Craugastor daryi - Craugastor decoratus - Craugastor emcelae - Craugastor emleni - Craugastor epochthidius - Craugastor escoces - Craugastor evanesco - Craugastor fecundus - Craugastor fitzingeri - Craugastor fleischmanni - Craugastor gabbi - Craugastor galacticorhinus | - Craugastor glaucus - Craugastor gollmeri - Craugastor greggi - Craugastor guerreroensis - Craugastor gulosus - Craugastor hobartsmithi - Craugastor inachus - Craugastor jota - Craugastor laevissimus - Craugastor laticeps - Craugastor lauraster - Craugastor lineatus - Craugastor loki - Craugastor longirostris - Craugastor matudai - Craugastor megacephalus - Craugastor megalotympanum - Craugastor melanostictus - Craugastor merendonensis - Craugastor metriosistus - Craugastor mexicanus - Craugastor milesi - Craugastor mimus - Craugastor monnichorum - Craugastor montanus - Craugastor myllomyllon - Craugastor nefrens - Craugastor noblei - Craugastor obesus - Craugastor occidentalis - Craugastor olanchano - Craugastor omiltemanus - Craugastor omoaensis - Craugastor opimus - Craugastor palenque - Craugastor pechorum - Craugastor pelorus - Craugastor persimilis - Craugastor phasma - Craugastor podiciferus | - Craugastor polymniae - Craugastor polyptychus - Craugastor pozo - Craugastor psephosypharus - Craugastor punctariolus - Craugastor pygmaeus - Craugastor raniformis - Craugastor ranoides - Craugastor rayo - Craugastor rhodopis - Craugastor rhyacobatrachus - Craugastor rivulus - Craugastor rostralis - Craugastor rugosus - Craugastor rugulosus - Craugastor rupinius - Craugastor sabrinus - Craugastor sagui - Craugastor saltator - Craugastor saltuarius - Craugastor sandersoni - Craugastor silvicola - Craugastor spatulatus - Craugastor stadelmani - Craugastor stejnegerianus - Craugastor stuarti - Craugastor tabasarae - Craugastor talamancae - Craugastor tarahumaraensis - Craugastor taurus - Craugastor taylori - Craugastor trachydermus - Craugastor underwoodi - Craugastor uno - Craugastor vocalis - Craugastor vulcani - Craugastor xucanebi - Craugastor yucatanensis - Craugastor zunigai |

Craugastor · 
Haddadus · 
Strabomantis